# Johan Johansson (publicist)
Johan Johansson,född 25 augusti 1792 vid Norns bruk i Dalarna, död 10 februari 1860 i Stockholm, var en svensk publicist och en av den svenska politiska pressens grundläggare. Han gick under öknamnet Valfisken.

## Biografi
Johansson blev student vid Uppsala universitet 1803 och tog starkt intryck av Benjamin Höijer, bland vars få "begripande lärjungar" han räknade sig. Johansson blev fil. kand. 1817 och promoverades 1818 till fil. mag.. Därefter flyttade han till Stockholm, där han först arbetade vid ett par ämbetsverk, men han var blev snart mest intresserad av journalistik. 

### Tidningsmannen
Till en början var han medarbetare i den av Fredric Cederborgh och Georg Scheutz utgivna tidningen "Anmärkaren" och dess fortsättning Anmärkarne. Då denna tidning upphörde, utgav Scheutz och Johansson från november 1820 halvveckopublikationen "Argus, politisk, litterär och commerciell tidning", som var Sveriges mest betydande politiska blad under 1820-talet. Indragningar gjorde att man flera gånger fick byta namn. Efter indragningen 1822 blev Johansson, som redan förut skjutit Scheutz åt sidan, den egentlige redaktören. Argus glanstid var 1821-1823, då den var en viktig kanal för den gryende politiska oppositionen. Fram till 1827 hade den en betydande position, men minskade sedan i betydelse. Efter Aftonbladets start år 1830 förde Argus ett tynande liv och lades slutligen ner 17 augusti 1836.

### Liberalen
Johansson, som starkt påverkades av den dåtida engelska liberalismen, där Jeremy Bentham var en framträdande person, ses som en mångkunnig och logiskt skarpsinnad person. Han var en förgrundsfigur i den gradvis allt mer betydelsefulla politiska pressen. Hans stil som skribent var mångordigt detaljerad, särskilt i hans favoritämnen politik, kyrkliga frågor och litteratur. Han tyckte inte om det han såg som lätt och lättläst, vilket ledde till långa och ibland aldrig avslutade artiklar, där läsarna snart tröttnade på hans mångordiga och synnerligen detaljerade utläggningar. Hans hade en stark självkänsla, där han ansåg sig ha "öfvertagit Sverige" och uttryckte sig på ett sätt som för läsarna framstod som mästrande, överlägsen och ibland hänsynslös. Argus blev en maktfaktor i den politiska debatten, men framstod snart som enformig. Johansson delade inte nyromantikernas syn på litteratur och i en serie uppsatser 1821 gjorde han av med hela den dåtida svenska litteraturen. Närmast sympatiserade han även på detta område med England.

## Samtida belackare
Johanssons överdrivna självkänsla var ofta föremål för skämtsamma kommentarer; bland annat i Clas Livijns utfall i andra delen av "Markalls sömnlösa nätter": 
"En saga går att, då han hörde prisas vår sköna värld, var han till svar ej sen, att öfver sådant ej må undran visas, ty han vår herre därtill gett idén; och om blott Satan honom konsulterat, ej hans opposition malreusserat".

## Övrigt författarskap
Sedan "Argus" upphört, ägnade Johansson sin tid åt att skriva artiklar i skilda tidningar. På 1840-talet skrev han i sin gamle motståndare Johan Christoffer Askelöfs konservativa Svenska Minerva och efter Lars Johan Hiertas avgång i "Aftonbladet", något som ledde till palatsrevolutionen där 1855. Johansson gav även ut broschyrer, särskilt inom det ekonomiska området samt tull- och banklagstiftningen. Med sina stora kunskaper inom olika områden blev han en ofta använd frilansskribent i olika politiska läger. Som sekreterare i Svenska Fabriksföreningen förde han industriprotektionismens talan gentemot frihandelsrörelsen genom sina skrifter Införselfrihet och skyddsförfattningar, betraktade ifrån erfarenhetens och historiens synpunkt (1840) samt Om viglen och betydelsen af slöjder och manufakturer för ett samhälle (1840), båda bearbetningar efter Friedrich List Om nödvändigheten af förbudsskyddets bibehållande för inhemska sockerfabrikationen (1840), Om sockertullen (1848), Är närvarande tidpunkt lämplig för införandet af ett förändradt tullsystem? (1851), Nu eller aldrig. Ett ord i sinom tid i frågan om tullreformen (1853) med flera. Bland hans övriga skrifter märkas Om svenska kreditlagarnes reform (1853), Den vigtigaste frågan vid riksdagen (om utländsk skuldsättning, 1859) och Äro anklagelserne mot tidehvarfvet för materialism ogrundade eller icke? (1858).

## Eftermäle
Johansson som gick under öknamnet Valfisken, var en i hög grad originell personlighet, om vilken många anekdoter berättades,